# Croremopsis
Croremopsis é um gênero de traça pertencente à família Arctiidae.